# Антикардиолипинска антитела
Антикардиолипинска антитела су комплексна група аутоантитела повезаних са тромбозом (артеријском и венском) код примарног антифосфолипидног синдрома и болести везивног ткива, посебно системског еритемског лупуса СЛЕ, где су антикардиолипинска антитела често, али не увек, узрок лупус антикоагулантне активности.  Антитела се чешће налазе код пацијената који немају лупус и повезана су, помало парадоксално, са необјашњивом венском и артеријском тромбозом, инфарктом миокарда, неуролошким симптомима, можданим ударима код младих пацијената и са поновљеним абортусом.

## Историја
Први опис антифосфолипидног антитела (аФЛ) датира из 1906. године, када је Васерман истраживао развој серолошких тестова за сифилис . Године 1941. откривен је прави релевантни антиген , кардиолипин , митохондријски фосфолипид који ће касније постати основа ВДРЛ (Лабораторија за истраживање венеричних болести) теста за откривање сифилиса, који се и данас користи. Радећи крвне тестове за дијагнозу ове венеричне болести , откривено је да су многи пацијенти са системским еритематозним лупусом такође били позитивни на ВДРЛ тест, без икаквих других клиничких или серолошких доказа о сифилису.  Касније се видело да је ово антитело промењено и код других болести.   
Године 1983. установљен је радиоимуно тест чврсте фазе (РИА) за откривање и мерење антикардиолипинских антитела (аАЦ или аЦЛ), што је проширило знање о антифосфолипидима (аПЛ) и њиховим клиничким везама. Овај тест се показао много осетљивијим од ВДРЛ теста за откривање антикардиолипина код пацијената са системским еритематозним лупусом, и захваљујући њему је потврђена повезаност антифосфолипида са случајевима тромбозе.   
Године 1990. две независне групе су откриле да се антикардиолипинска антитела заправо не везују директно за кардиолипин, већ да је везивање посредовано помоћним протеином или кофактором који се зове β2 гликопротеин И. Ово се дешава са антителима пацијената са еритематозним лупусом или антифосфолипидним синдромом. ( САФ), али не у случајевима сифилиса или других инфекција. Тако је код СЛЕ и АФС кардиолипин зависан од β2 гликопротеина I , а код сифилиса и других болести независан.
Овај β2-гликопротеин I делује као кофактор за аЦЛ и идентификован је као аполипопротеин (Апо-Х) који је неопходан за препознавање аЦЛ код аутоимуних синдрома.  Само подскуп аутоимуних антикардиолипинских антитела везује се за Апо-Х и повезује се са повећаном тромбозом.

## Опште информације
Антитело је супстанца уј крви која помаже у борби против инфекције. Антитела могу грешком да нападану кардиолипине (фосфолипид, или неку врсту масти у крви) који су важни за згрушавање крви. Када антитела нападну кардиолипин, може доћи до појаве крвних угрушака. Тромбоцити, крвна зрнца која помажу у згрушавању крви, такође су укључена у овај процес, што доводи до проблема са крварењем. Нивои ових антитела су често високи код људи са абнормалним згрушавањем крви, аутоимуним болестима као што је системски еритематозни лупус (СЛЕ) или поновљеним побачајима.
Антикардиолипин антитела се могу класификовати на два начина, као:
- ИгМ, ИгГ или ИгА антитела

- зависан или независна антитела  од β2-гликопротеина

Код аутоимуних болести, aнтикардиолипин антитела зависе од β2-гликопротеина. Код сифилиса, антикардиолипин антитела  су независни од β2-гликопротеина и могу се испитати коришћењем лабораторијског теста за истраживање венеричних болести
Иако се антикардиолипинска антитела најчешће мере, познато је да су она само једна група од неколико специфичности анти-фосфолипидних аутоантитела пронађених код ових пацијената. Аутоантитела су боље дефинисана као антифосфолипидна антитела. Њихово откриће је довело до дефиниције новог ентитета болести, антифосфолипидног синдрома (АФС). Сматра се да се антифосфолипидни синдром манифестује широким спектром симптома.  Антифосфолипидна антитела се такође налазе код бројних заразних болести, као и код неких пацијената са раком.
Сматра се да су антикардиолипинска антитела анти-М1 митохондријска антитела, одговорна за лажно позитиван ВДРЛ (сифилис) тест који се повремено виђа код пацијената са лупусом. 
Антикардиолипинска антитела повезана са АФС најчешће препознају серумски протеин б2-гликопротеин I повезан са фосфолипидом. Тест који се користи у овој лабораторији садржи б2-гликопротеин I. Сматра се да антикардиолипинска антитела повезана са инфекцијом не укључују б2-гликопротеин I. Аутоантитела на кардиолипин могу бити било која комбинација класа ИгГ, ИгМ и ИгА. ИгГ антитела која су најраспрострањенија класа аутоантитела и класа са највећом клиничком корелацијом.

## Значај
Узорци за које је утврђен висок ниво ИгГ антикардиолипина највероватније показују очигледне клиничке симптоме. Међутим, ИгА и ИгМ аутоантитела се често налазе или сама или у комбинацији са ИгГ. У лабораторијама се обично мере ИгГ и ИгМ антикардиолипинска антитела. Концентрације антитела нису у корелацији са обимом или озбиљношћу тромбозе.
Антикардиолипин може бити позитиван код пацијената без већих проблема с тромбозом. Антикардиолипинска антитела, лупус антикоагулантни тест и ВДРЛ откривају преклапање, али не и идентичне популације антитела. Треба измерити антитела на кардиолипин и антикоагулансну активност лупуса (хематолошки тест). Ова два теста се не слажу увек.

## Индикација
Главне индикације за мерење антикардиолипинска антитела су:
- испитивање примарног антифосфолипидног синдрома и тромбозе повезане са СЛЕ и другим болестима везивног ткива
- неуролошки догађаји,
- поремећаји повезани са трудноћом, укључујући рекурентне и постнаталне тромбозе,
- испитивање необјашњиве тромбоцитопеније,
- испитивање узрока абнормалног крварења,
- чести побачаји, како би тест помогао здравственим радницима да открију узрок, јер су анти-кардиолипинска антитела повезана са поновљеним спонтаним побачајем и тромботичким догађајима код мајки убрзо након рођења,
- откривање инфекција укључујући сифилис, маларију, паразитске болести и инфективну мононуклеозу, јер антикардиолипинска антитела могу бити пролазно повишена у многим инфекцијама. Из тог разлога, позитивне резултате увек треба потврдити након 8-12 недеља.

## Интерпретација резултата
Антикардиолипинска антитела су по дефиницији главни критеријум за дијагнозу  антифосфолипидног синдрома (АФС). Они се налазе код око 30-40% пацијената са СЛЕ. Код пацијената са примарним и АФС повезаним са СЛЕ позитивни резултати корелирају са предиспозицијом за артеријску или венску тромбозу, губитак фетуса или тромбоцитопенију. Међутим, нивои антикардиолипинских антитела нису у доброј корелацији са активношћу болести или са специфичним карактеристикама СЛЕ као што су артритис или захваћеност бубрега. Ипак, присуство ових аутоантитела служи као маркер за ризик од тромбоемболитичког догађаја. Они пацијенти са СЛЕ који показују високе нивое ових аутоантитела имају 4 пута већу вероватноћу да ће имати такав догађај од оних који не експримирају аутоантитела.
Антикардиолипинска антитела су повезана са поновљеним спонтаним абортусом и тромботичким догађајима код мајки убрзо након рођења. 
Такође се налазе код до 20% младих пацијената са можданим ударом. 
Антифосфолипидна антитела се такође налазе код инфекција укључујући сифилис, маларију, паразитске болести и инфективну мононуклеозу. Сматра се да антикардиолипинска антитела могу бити пролазно повишена у многим инфекцијама. Из тог разлога, позитивне резултате увек треба потврдити након 8-12 недеља.